# Ника (кинопремия, 2018)
31-я церемония вручения наград национальной кинематографической премии «Ника» за 2017 год состоялась 1 апреля 2018 года в концертном зале Вегас Сити Холл (Крокус-Сити, Красногорск, Московская область). Лауреаты специальных наград и номинанты в состязательных категориях были объявлены на пресс-конференции 6 марта 2018 года.
Драматическая лента Бориса Хлебникова «Аритмия», выдвинутая на премию в 7 номинациях, в итоге была удостоена 5 наград, одержав победу во всех основных категориях: лучший фильм, режиссуру, сценарий, мужскую и женскую главные роли. Награду за лучшую мужскую роль второго плана разделили между собой два актёра: Сергей Гармаш за роль в военной драме «Холодное танго» и Владимир Ильин, воплотивший образ Сергея Королёва в фильме «Время первых».

## Специальные призы
- Лауреатом премии в номинации «Честь и достоинство» имени Эльдара Рязанова в этом году стал Владимир Абрамович Этуш (награду вручал Римас Туминас).
- Совет Академии принял решение вручить приз «За вклад в кинематографические науки, критику и образование» Санкт-Петербургскому институту кино и телевидения, которому в 2018 году исполнилось 100 лет[3] (награду вручал Виктор Мережко).
- Фильм «Пётр Лещенко. Всё, что было…» (реж. Владимир Котт) — За творческие достижения в области телевизионного кинематографа (награду вручал Николай Досталь).
- Также на церемонии впервые был вручён специальный приз Совета Академии «Шаг в будущее», награду получил учредитель сайта Digital Reporter Антон Калинкин — за развитие и продвижение web-сериалов (награду вручал Александр Акопов)[4].

## Список лауреатов и номинантов
Количество наград/номинаций: 
- 5/7: «Аритмия»
- 0/6: «Нелюбовь»
- 0/5: «Теснота»
- 2/4: «Большой»
- 2/3: «Матильда»
- 1/3: «Как Витька Чеснок вёз Лёху Штыря в дом инвалидов»
- 0/3: «Анна Каренина. История Вронского»
- 1/2: «Салют-7» / «Холодное танго»
- 0/2: «Карп отмороженный»
- 1/1: «Кресло» / «Геннадий Шпаликов. Жизнь обаятельного человека» / «Два трамвая» / «Время первых» / «Три сестры»

 • Победители выделены отдельным цветом. 
| Категории                                                                                         | Лауреаты и номинанты |
| ------------------------------------------------------------------------------------------------- | --- |
| Лучший игровой фильм (награды вручал Андрей Кончаловский)                                         | • Аритмия (режиссёр: Борис Хлебников; продюсеры: Рубен Дишдишян, Сергей Сельянов)                                       |
| Лучший игровой фильм (награды вручал Андрей Кончаловский)                                         | • Как Витька Чеснок вёз Лёху Штыря в дом инвалидов (режиссёр: Александр Хант; продюсеры: Фёдор Попов, Владимир Малышев) |
| Лучший игровой фильм (награды вручал Андрей Кончаловский)                                         | • Нелюбовь (режиссёр: Андрей Звягинцев; продюсеры: Александр Роднянский, Сергей Мелькумов, Глеб Фетисов)                |
| Лучший игровой фильм (награды вручал Андрей Кончаловский)                                         | • Салют-7 (режиссёр: Клим Шипенко; продюсеры: Антон Златопольский, Сергей Сельянов, Бакур Бакурадзе)                    |
| Лучший игровой фильм (награды вручал Андрей Кончаловский)                                         | • Теснота (режиссёр: Кантемир Балагов; продюсер: Николай Янкин)                                                         |
| Лучший игровой фильм (награды вручал Андрей Кончаловский)                                         | • Холодное танго (режиссёр: Павел Чухрай; продюсеры: Сабина Еремеева, Алексей Резникович)                               |
| Лучший фильм стран СНГ, Грузии и Балтии (награду вручали Ходжакули Нарлиев и Мая-Гозель Аймедова) | • Кресло ( Грузия, режиссёр: Эльдар Шенгелая)                                                                           |
| Лучший фильм стран СНГ, Грузии и Балтии (награду вручали Ходжакули Нарлиев и Мая-Гозель Аймедова) | • Звонок отцу ( Казахстан, режиссёр: Серик Апрымов)                                                                     |
| Лучший фильм стран СНГ, Грузии и Балтии (награду вручали Ходжакули Нарлиев и Мая-Гозель Аймедова) | • Кентавр ( Киргизия, режиссёр: Актан Арым Кубат)                                                                       |
| Лучший фильм стран СНГ, Грузии и Балтии (награду вручали Ходжакули Нарлиев и Мая-Гозель Аймедова) | • Последний день мая ( (Молдавия, режиссёр: Игорь Кистол)                                                               |
| Лучший фильм стран СНГ, Грузии и Балтии (награду вручали Ходжакули Нарлиев и Мая-Гозель Аймедова) | • Родные ( Латвия, Эстония, Украина, режиссёр: Виталий Манский)                                                         |
| Лучший неигровой фильм (награду вручал Михаил Зыгарь)                                             | • Геннадий Шпаликов. Жизнь обаятельного человека (режиссёр: Олеся Фокина)                                               |
| Лучший неигровой фильм (награду вручал Михаил Зыгарь)                                             | • Восточный фронт (режиссёр: Андрей Осипов)                                                                             |
| Лучший неигровой фильм (награду вручал Михаил Зыгарь)                                             | • Плацкарт (режиссёр: Родион Исмаилов)                                                                                  |
| Лучший неигровой фильм (награду вручал Михаил Зыгарь)                                             | • Про рок (режиссёр: Евгений Григорьев)                                                                                 |
| Лучший анимационный фильм (награду вручал Андрей Хржановский)                                     | • Два трамвая (режиссёр: Светлана Андрианова)                                                                           |
| Лучший анимационный фильм (награду вручал Андрей Хржановский)                                     | • Аниматанго (группа режиссёров под руководством Сергея Капкова)                                                        |
| Лучший анимационный фильм (награду вручал Андрей Хржановский)                                     | • Рыбы, пловцы и корабли (режиссёры: Дмитрий Геллер, Андрей Кулев)                                                      |
| Лучшая режиссёрская работа (награду вручал Михаил Швыдкой)                                        | • Борис Хлебников — «Аритмия»                                                                                           |
| Лучшая режиссёрская работа (награду вручал Михаил Швыдкой)                                        | • Кантемир Балагов — «Теснота»                                                                                          |
| Лучшая режиссёрская работа (награду вручал Михаил Швыдкой)                                        | • Андрей Звягинцев — «Нелюбовь»                                                                                         |
| Лучшая сценарная работа (награду вручал Виктор Ерофеев)                                           | • Наталия Мещанинова, Борис Хлебников — «Аритмия»                                                                       |
| Лучшая сценарная работа (награду вручал Виктор Ерофеев)                                           | • Кантемир Балагов, Антон Яруш — «Теснота»                                                                              |
| Лучшая сценарная работа (награду вручал Виктор Ерофеев)                                           | • Олег Негин, Андрей Звягинцев — «Нелюбовь»                                                                             |
| Лучшая мужская роль (награды вручала Татьяна Лютаева)                                             | • Александр Яценко — «Аритмия»                                                                                          |
| Лучшая мужская роль (награды вручала Татьяна Лютаева)                                             | • Валерий Маслов — «Турецкое седло»                                                                                     |
| Лучшая мужская роль (награды вручала Татьяна Лютаева)                                             | • Евгений Ткачук — «Как Витька Чеснок вёз Лёху Штыря в дом инвалидов»                                                   |
| Лучшая женская роль (награду вручал Александр Лазарев)                                            | • Ирина Горбачёва — «Аритмия»                                                                                           |
| Лучшая женская роль (награду вручал Александр Лазарев)                                            | • Дарья Жовнер — «Теснота»                                                                                              |
| Лучшая женская роль (награду вручал Александр Лазарев)                                            | • Марина Неёлова — «Карп отмороженный»                                                                                  |
| Лучшая мужская роль второго плана (награды вручала Любовь Толкалина)                              | • Сергей Гармаш — «Холодное танго» (за роль майора Таратуты)                                                            |
| Лучшая мужская роль второго плана (награды вручала Любовь Толкалина)                              | • Владимир Ильин — «Время первых» (за роль Сергея Королёва)                                                             |
| Лучшая мужская роль второго плана (награды вручала Любовь Толкалина)                              | • Максим Лагашкин — «Аритмия»                                                                                           |
| Лучшая женская роль второго плана (награду вручал Марк Розовский)                                 | • Алиса Фрейндлих — «Большой» (за роль Галины Белецкой)                                                                 |
| Лучшая женская роль второго плана (награду вручал Марк Розовский)                                 | • Валентина Теличкина — «Большой» (за роль Людмилы Унтиловой)                                                           |
| Лучшая женская роль второго плана (награду вручал Марк Розовский)                                 | • Алиса Фрейндлих — «Карп отмороженный»                                                                                 |
| Лучшая музыка к фильму (награду вручали Тамара Гвердцители и Максим Дунаевский)                   | • Владимир Дашкевич — «Три сестры»                                                                                      |
| Лучшая музыка к фильму (награду вручали Тамара Гвердцители и Максим Дунаевский)                   | • Евгений Гальперин (фр.), Саша Гальперин (фр.) — «Нелюбовь»                                                            |
| Лучшая музыка к фильму (награду вручали Тамара Гвердцители и Максим Дунаевский)                   | • Юрий Потеенко — «Анна Каренина. История Вронского»                                                                    |
| Лучшая операторская работа (награду вручал Вадим Алисов)                                          | • Сергей Астахов, Иван Бурлаков, при участии Кирилла Боброва — «Салют-7»                                                |
| Лучшая операторская работа (награду вручал Вадим Алисов)                                          | • Юрий Клименко — «Матильда»                                                                                            |
| Лучшая операторская работа (награду вручал Вадим Алисов)                                          | • Михаил Кричман — «Нелюбовь»                                                                                           |
| Лучшая операторская работа (награду вручал Вадим Алисов)                                          | • Алишер Хамидходжаев — «Аритмия»                                                                                       |
| Лучшая работа звукорежиссёра (награду вручали Тамара Гвердцители и Максим Дунаевский)             | • Сергей Чупров — «Большой»                                                                                             |
| Лучшая работа звукорежиссёра (награду вручали Тамара Гвердцители и Максим Дунаевский)             | • Кирилл Василенко — «ВМаяковский»                                                                                      |
| Лучшая работа звукорежиссёра (награду вручали Тамара Гвердцители и Максим Дунаевский)             | • Андрей Дергачёв — «Нелюбовь»                                                                                          |
| Лучшая работа художника (награду вручали Алексей Герман мл. и Елена Окопная)                      | • Вера Зелинская, Елена Жукова — «Матильда»                                                                             |
| Лучшая работа художника (награду вручали Алексей Герман мл. и Елена Окопная)                      | • Владимир Гудилин — «Большой»                                                                                          |
| Лучшая работа художника (награду вручали Алексей Герман мл. и Елена Окопная)                      | • Сергей Февралёв, Юлия Макушина — «Анна Каренина. История Вронского»                                                   |
| Лучшая работа художника по костюмам (награду вручали Алексей Герман мл. и Елена Окопная)          | • Надежда Васильева, Ольга Михайлова — «Матильда»                                                                       |
| Лучшая работа художника по костюмам (награду вручали Алексей Герман мл. и Елена Окопная)          | • Дмитрий Андреев, Владимир Никифоров — «Анна Каренина. История Вронского»                                              |
| Лучшая работа художника по костюмам (награду вручали Алексей Герман мл. и Елена Окопная)          | • Лариса Конникова — «Хармс»                                                                                            |
| Открытие года (награду вручал Алексей Кудрин)                                                     | • Александр Хант (режиссёр) — «Как Витька Чеснок вёз Лёху Штыря в дом инвалидов»                                        |
| Открытие года (награду вручал Алексей Кудрин)                                                     | • Кантемир Балагов (режиссёр) — «Теснота»                                                                               |
| Открытие года (награду вручал Алексей Кудрин)                                                     | • Кирилл Плетнёв (режиссёр, сценарист) — «Жги!»                                                                         |